# جداجد القدس
جداجد القدس (الاسم العلمي: Stenopelmatoidea)، فصيلة عليا من الحشرات تضم أعداد كبيرة من رتبة مستقيمات الأجنحة. في بعض التصنيفات القديمة يُشار إلى هذه المجموعة باسم Gryllacridoidea.

## التصنيف
تتكون جداجد القدس من أربعة فصائل:
- Anostostomatidae – جداجد الملك
- Cooloolidae – وحوش كولولا
- Gryllacrididae – جداجد الورق المدحرجة
- Stenopelmatidae – جدجدية القدس